# Krystyna Królikiewicz-Harasimowicz

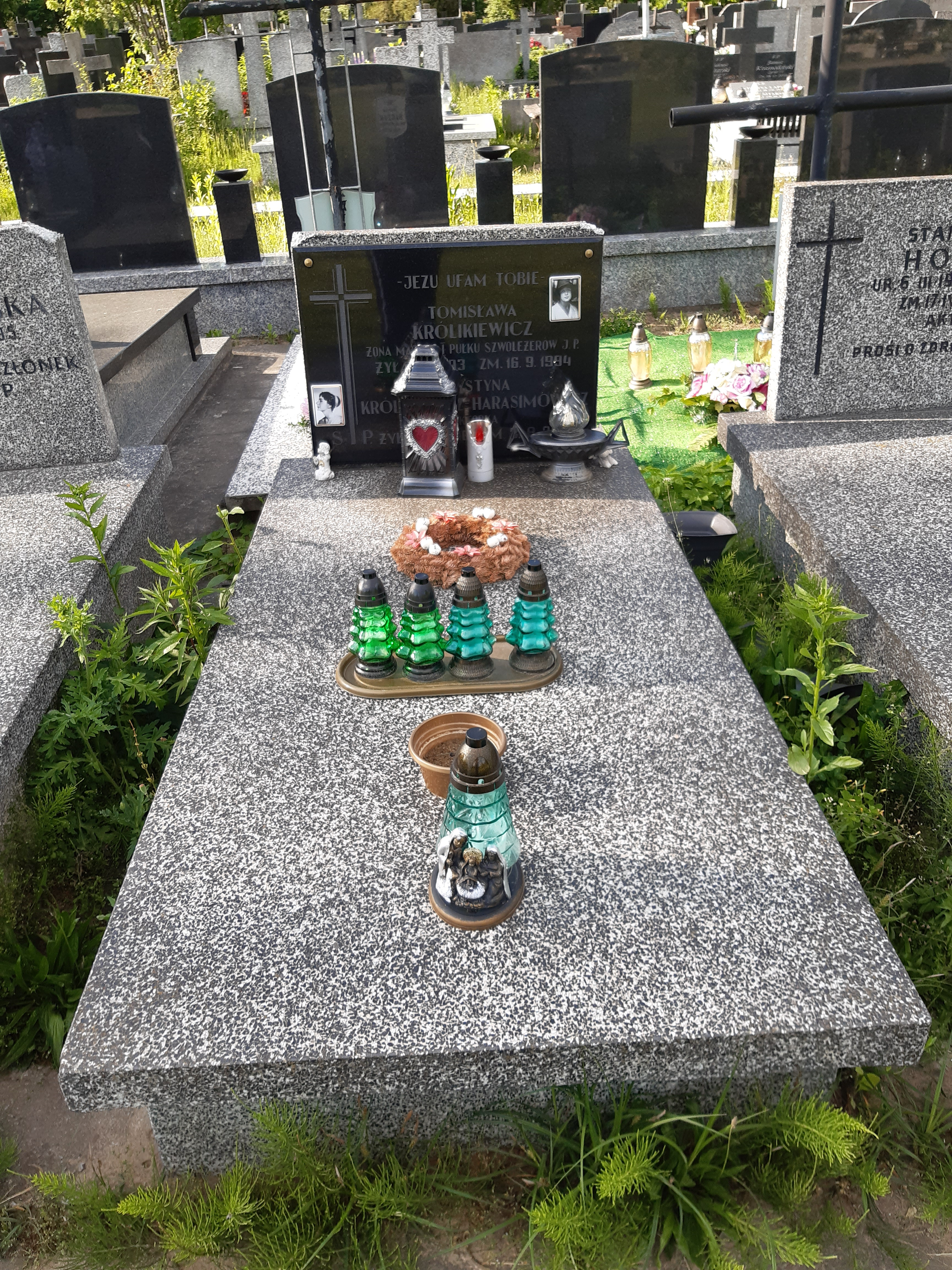
Grób Krystyny Królikiewicz-Harasimowicz na cmentarzu w Skolimowie

Krystyna Królikiewicz-Harasimowicz (ur. 7 czerwca 1921 w Warszawie, zm. 3 sierpnia 2017 tamże) – polska aktorka teatralna i filmowa.

## Życiorys
W okresie II wojny światowej była zaangażowana w działalność konspiracyjną. Jako łączniczka pracowała dla Biura Informacji i Propagandy na szlaku Warszawa–Kraków. W powstaniu warszawskim była sanitariuszką IV Obwodu „Grzymała” Warszawskiego Okręgu Armii Krajowej na Ochocie.  
Ukończyła studia w Państwowym Instytucie Sztuki Teatralnej. Aktorka Teatru Powszechnego w Krakowie (1945), Teatru Polskiego w Warszawie (1945–1948), Teatru Wybrzeże w Gdańsku (1948–1949), Teatru im. Jaracza w Łodzi (1949–1954), Teatru Powszechnego w Łodzi (1954–1958), następnie w latach 1960 r. Teatru im. Węgierki w Białymstoku i Teatru Ludowego w Warszawie.
Córka Adama Królikiewicza i matka Cezarego Harasimowicza. Została pochowana na cmentarzu parafialnym w Skolimowie.  